# Alyssum peltarioides
Alyssum peltarioides là một loài thực vật có hoa trong họ Cải. Loài này được Boiss. mô tả khoa học đầu tiên năm 1842.